# Солье
Солье́ (фр. Soliers) — коммуна во Франции, находится в регионе Нижняя Нормандия. Департамент коммуны — Кальвадос. Входит в состав кантона Бургебюс. Округ коммуны — Кан.
Код INSEE коммуны — 14675.

## Население
Население коммуны на 2010 год составляло 2156 человек.
| 1962 | 1968 | 1975 | 1982 | 1990 | 1999 | 2010 |
| ---- | ---- | ---- | ---- | ---- | ---- | ---- |
| 471  | 541  | 695  | 1053 | 1625 | 1733 | 2156 |

## Экономика
В 2010 году среди 1442 человек трудоспособного возраста (15—64 лет) 1046 были экономически активными, 396 — неактивными (показатель активности — 72,5 %, в 1999 году было 71,8 %). Из 1046 активных жителей работали 949 человек (479 мужчин и 470 женщин), безработных было 97 (45 мужчин и 52 женщины). Среди 396 неактивных 147 человек были учениками или студентами, 177 — пенсионерами, 72 были неактивными по другим причинам.